# Смирнов, Николай Иванович (1906)
Никола́й Ива́нович Смирно́в (1906 — 17 июня 1962) — советский партийно-хозяйственный и государственный деятель, председатель исполнительного комитета Ленинградского городского Совета.

## Образование
Окончил Ленинградский кораблестроительный институт в 1941 году.

## Послужной список

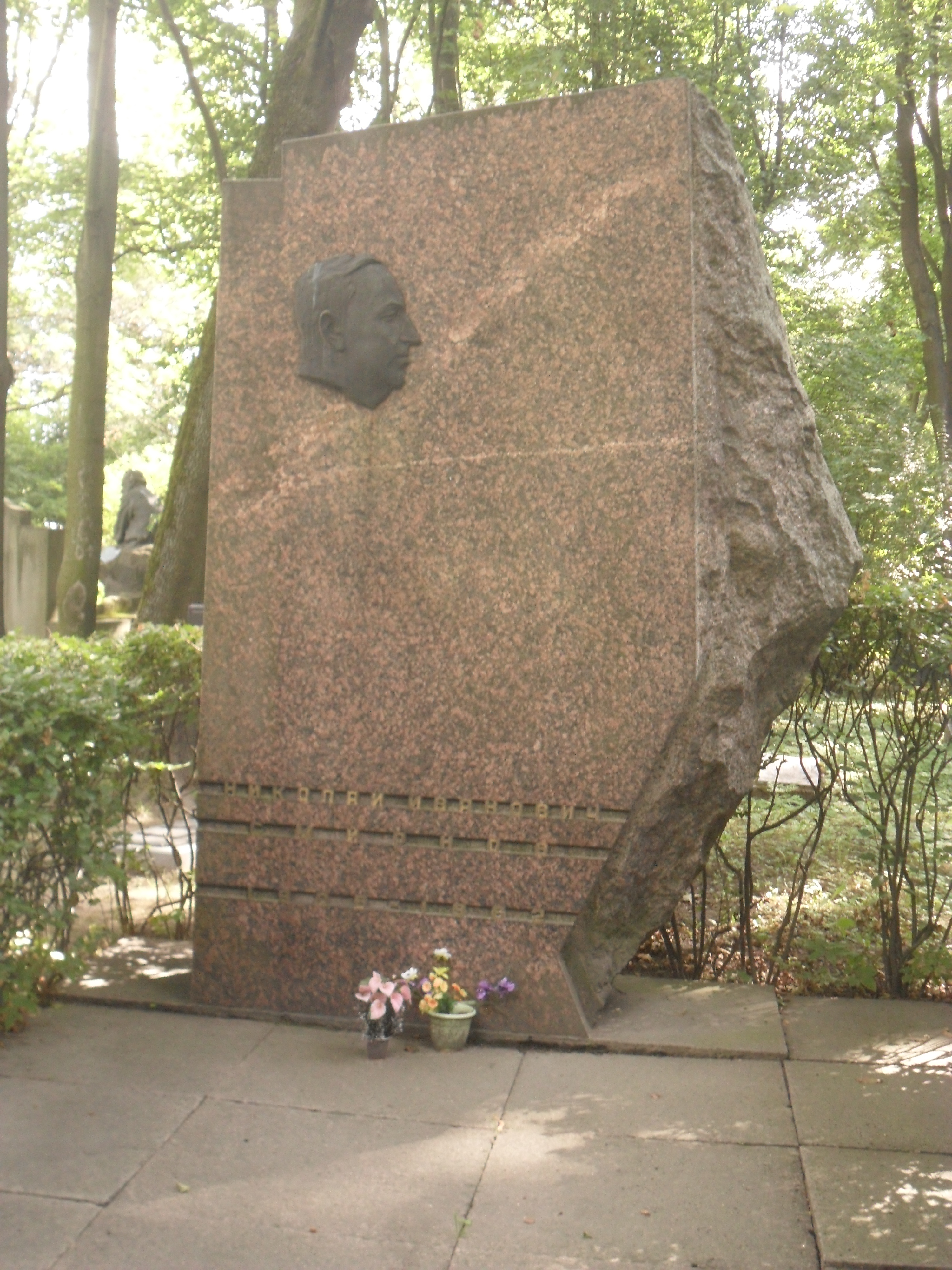
Могила Смирнова на Литераторских мостках в Санкт-Петербурге.

- 1928—1939 — в РККА, председатель заводского комитета, начальник цеха завода.
- 1944—1946 — начальник цеха завода.
- 1946—1949 — директор завода «Ленинская кузница» (Киев).
- 1949—1950 — директор завода «Красное Сормово» (Горький).
- 1950—1954 — директор Кировского завода (Ленинград).
- 1954 — 17 июня 1962 года — председатель Исполнительного комитета Ленинградского городского Совета[1].
- 25 февраля 1956 — 17 июня 1962 — кандидат в члены ЦК КПСС.  Депутат Верховного Совета СССР 4, 5, 6 созывов.

Погиб 17 июня 1962 года в Ленинграде в автомобильной катастрофе. Похоронен на Литераторских мостках Волковского кладбища.
В 1962—1991 годах имя Н. И. Смирнова носило Ланское шоссе в Ждановском районе Ленинграда.

## Награды
- три ордена Ленина
- Сталинская премия (1951)